# Zasłonauka (rejon orszański)
Zasłonauka (biał. Заслонаўка; ros. Заслоновка, Zasłonowka) – wieś na Białorusi, w obwodzie witebskim, w rejonie orszańskim, w sielsowiecie Zabałaccie, którego władz jest siedzibą.
Zasłonauka położona jest nad rzeką Adrou i przy linii kolejowej Moskwa – Mińsk – Brześć.